# Porcupine (Dakota Północna)
Porcupine – jednostka osadnicza w Stanach Zjednoczonych, w stanie Dakota Północna, w hrabstwie Sioux.